# Bulbophyllum steyermarkii
Bulbophyllum steyermarkii är en orkidéart som beskrevs av Ernesto Foldats. Bulbophyllum steyermarkii ingår i släktet Bulbophyllum och familjen orkidéer. Inga underarter finns listade i Catalogue of Life.